# 오요 제국
오요 제국은 오늘날 베냉과 서부 나이지리아(서남부와 북서부의 반 포함)에 있던 요루바족 제국이었다. 오요 제국은 성장하여 가장 큰 요루바족 국가가 되었다. 요루바족의 뛰어난 조직력과 행정력, 무역과 강력한 기병을 통해 발전하였다. 오요 제국은 7세기 중반에서 18세기 후반까지 서아프리카 전체에서 정치적으로 가장 중요한 국가들 중 하나였으며, 요루발랜드의 다른 대부분의 왕국들뿐만 아니라 인근 아프리카 국가들, 특히 현대 베냉 공화국의 영토인 폰족 국가인 다호메이 왕국의 서쪽을 지배하고 있었다.

## 같이 보기
- 나이지리아의 역사